# Голова матери
Голова матери  (укр.  Голова матері) — рисунок работы Тараса Шевченко, выполненный им в Санкт-Петербурге в 1838—1840 годах. Размер — 68 × 58 см. Изображение в овале. Слева внизу за пределами овала масляными красками надпись: Спісано Т. Ш.
Шевченко выполнил рисунок в качестве учебной копии головы матери с картины К. Брюллова «Последний день Помпеи», от себя дорисовав часть покрывала на голове и на левом плече.
Дата определена на основании сравнения копии с другими масляными работами Т. Г. Шевченко академического периода. Атрибуция принадлежит С. Е. Раевскому.
Рисунок хранится в Национальном музее Тараса Шевченко. Предыдущее место хранения: собственность А. В. Гордона (Москва).